# Guvernat Dofar
Dofar (arabsko ظفار, latinizirano: Zufār) je po površini največji guvernat (arabsko محافظة, latinizirano: muḥāfaẓa) v Omanskem sultanatu na Arabskem polotoku. Leži v južnem Omanu ob vzhodni jemenski meji. Je pretežno gorat, meri 99.300 km² in ima 250.000 prebivalcev (2010). Največje mesto in hkrati upravno središče guvernata je Salala. Regija je bila v preteklosti največji vir kadila na svetu.

## Prebivalci
Dofar je geografsko sestavljen iz obalnega, gorskega, ravninskega in puščavskega dela. Njegovi prebivalci se identificirajo kot Jeballi, ki živijo v goratem delu ali iz njega izvirajo, Badavi, ki živijo v puščavi ali iz nje izvirajo ali kot Hadari, ki živijo v mestih in naseljih.
Medtem ko so se arabsko govoreči prebivalci Arabskega polotoka v  Omanu naselili predvsem v mestih in večjih naseljih, je Dofar tradicionalna domovina mnogo plemen, ki govorijo različne južnoarabske semitske jezike. Najbolj razširjen je džebali (šehri), ki ga govorijo gorska plemena Al-Hakli (Qara), Al-Shahri, Al-Barami, Al-Mashaiki in Al-Bat'hari. Z njim je nekoliko povezan jemenski jezik mehri. Druge domorodne skupine govorijo manjše jezike, kakršen je na primer bathari, ki ga govorijo v obalnih mestih Šuvajmija in Šarbitat. Beduinsko pleme Harasi, ki živi v puščavi Jiddat al-Harasis in ima 1000-2000 članov, ki govorijo jezik harusi.

## Zgodovina
Leta 2011 so na nahajališču Aybut Al Auwal v vadiju Aybut odkrili več kot sto najdišč z raztresenimi ostanki kamnitih orodij. Ostanki pripadajo poznemu nubijskemu kompleksu, ki je bil pred tem znan samo v severovzhodni Afriki. Z luminiscenčno metodo so ugotovili, da je kompleks star 106.000 let.
Pred ustanovitvijo Omana je Dofar spadal v Sultanat Kathiri, v katerem so imela glavno besedo plemena Al-Hakli (Qara), po katerih se imenuje gorska veriga Qara. Domneva se, da so bili prvotni prebivalci Omana prav Al-Hakli. 
Dofar je bil že v davnini glavni proizvajalec kadila, s katerim se je trgovalo vse do Kitajske.
Med prvo svetovno vojno je pridelal dovolj hrane in žita, da je z njo oskrboval britansko vojsko, ki se je vojskovala v Mezopotamiji.
V letih 1965-1975 je bila v Omanu državljanska vojna med različnimi političnimi stranmi, v katero so se vmešavali tudi tujci. V vojni so zmagale sultanove sile, ki so jih podpirali Združeno kraljestvo, Iran, Pakistan in Indija. Zadnji uporniki so se vdali decembra 1975.
Mormonski učenjaki so Dofar poistovetili z deželo Bountiful iz Mormonove knjige, iz katere je nomadska družina Lehi na ladji, ki jo je zgradil njihov sin Naphi, odplula v Novi svet.

## Podnebje
Dofar ima subtropsko podnebje. Dofar in severni del Jemna sta od sredine junija do sredine septembra izpostavljena jugovzhodnemu monsunu, ki ga imenujejo khareef (arabsko خريف, dob. 'jesen'). Med monsunom  vse ozeleni, kar traja, dokler je še kaj vode. Vsaj del leta trajajoče vlažno podnebje se ostro razlikuje od bližnjega puščavskega podnebja. Planota Salala je imela v preteklosti dovršen namakalni sistem in bila vzorno obdelana.